# La vie est d'hommage
La vie est d'hommage est un recueil d'œuvres littéraires en langue française de l'écrivain américain d'origine franco-canadienne Jack Kerouac publié en 2016. Son titre est tiré d'une expression utilisée dans un autre roman de Kerouac, Visions de Cody. Les textes précédemment inédits qui composent ce recueil sont établis et présentés par Jean-Christophe Cloutier, le chercheur qui a réussi après plusieurs années de travail archivistique à reconstituter les manuscrits,,,.

## Contenu
Le recueil compte un total de seize textes séparés en deux parties : « Du Côté de Duluoz » comprend 11 textes de fiction, et la deuxième partie, « Sé dur pour mué parlé l'Angla », comprend cinq textes qui ne relèvent pas de la fiction. Les deux plus longs textes sont :
- Sur le chemin : roman, rencontre de trois familles nomades différentes à New York en 1935, y compris Ti Dean et Ti Jean. Un passé imaginaire des personnages de Sur la route
- La nuit est ma femme ou Les travaux de Michel Bretagne : début d'un roman inachevé composé en février-mars 1951, soit quelques semaines avant le rouleau de Sur la route

Ces textes sont écrits dans une espèce de joual, le français fortement influencé par l'anglais que parlait la communauté franco-américaine de Lowell (Massachusetts) et qui était la langue maternelle de l'auteur.
Voici un exemple de ce langage particulier (premières lignes de Sur le chemin) :

« Dans l'mois d'octobre 1935, y'arriva une machine du West, de Denver, sur le chemin pour New York. Dans la machine était Dean Pomeray, un soûlon ; Dean Pomeray Jr. son ti fils de 9 ans et Rolfe Glendiver, son step son, 24. C'était un vieille Model T Ford, toutes les trois avaient leux yeux attachez sur le chemin dans la nuit à travers la windshield. »

 Le livre a paru en 2016 aux éditions Le Boréal à Montréal. Il n'a pas été distribué en France.